# Campo Estrela
O Campo Estrela é um estádio de futebol localizado na cidade de Évora, em Portugal. A capacidade atual é de 4 000 espectadores.

## História

### Inauguração
O impulso para a edificação do Campo é atribuído ao clube Ateneu Desportivo Eborense fundado em 15 de Junho de 1913 por jovens desportistas que abandonaram o Sport Vitória Académico onde pontificavam. Negociaram com as irmãs Maria Inácia Fernandes Homem e Maria Luísa Mattos Fernandes o arrendamento do Ferragial da Estrela (daí o nome do campo) a sul da cidade de Évora, por quinze anos para nele instalarem um recinto destinado à prática do futebol e do atletismo e em menor escala ao tiro e ao hipismo.
O Campo Estrela foi inaugurado a 15 de Junho de 1914, data da celebração do primeiro aniversário do Ateneu.
Em 1931 foi adquirido pelo Lusitano Ginásio Clube, mérito do seu antigo presidente Mário Ribeiro de Lemos.
Foi um estádio mítico da 1.ª Divisão durante os anos em que o Lusitano de Évora disputou o principal campeonato de futebol português. 
É ainda hoje o 3.º estádio mais antigo ainda em atividade, apenas superado pelo Estádio do Bessa (1911) e Campo da Constituição (1912). 
Foi o primeiro relvado no interior do país (1955) e o primeiro estádio relvado propriedade de um clube fora de Lisboa e Porto. 